# Perilissus cingulator
Perilissus cingulator är en stekelart som först beskrevs av Morley 1913.  Perilissus cingulator ingår i släktet Perilissus och familjen brokparasitsteklar. Inga underarter finns listade i Catalogue of Life.